# 釜山港

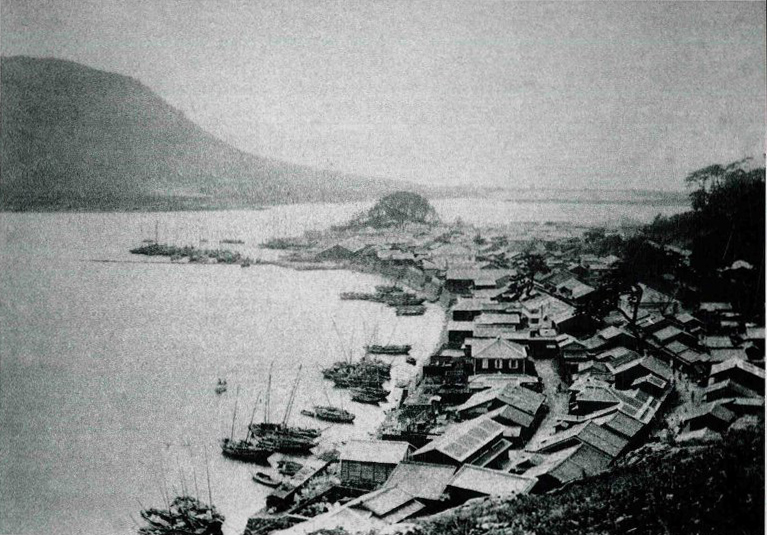
19世紀末から20世紀初頭ごろの釜山港。

釜山港（プサンこう）は、大韓民国の釜山広域市にある港湾である。港湾法上の第1種港に定められており、大韓民国最大の規模と貨物取扱量を誇る港湾である。現在では世界トップクラスのコンテナ貨物におけるハブ港湾へ成長しており、コンテナ取扱量世界第5位の港湾となっている。

## 歴史
古くは倭館が置かれ、対馬藩と李氏朝鮮の交易地であった。1877年の日朝修好条規で、朝鮮が開国した際には開港地となり、港湾都市・釜山の発達を支えた。
1990年代以降は、コンテナ港湾として大きく伸び、大韓民国最大の港湾となったのみならず、高雄港・上海港などと争う東アジア最大級のハブ港湾となった。釜山港のコンテナターミナルは、世界各地からのコンテナを韓国国内に輸送したり、日本や中華人民共和国の地方港向けの路線に積み替えたりする拠点となっている。
一方、従来の港湾施設では増大するコンテナ貨物に対応しきれなくなっているため、1997年より釜山広域市西部の江西区から慶尚南道昌原市鎮海区に跨る地区にて釜山新港の整備が進められており、2006年より順次供用を開始、機能を分散している。
2021年には貨物取扱量が約2,271万TEUを記録した。

## 運航路線
旅客航路を扱う施設は「国際旅客ターミナル」と「沿岸旅客ターミナル」に分かれており、前者からは日本各地へ就航する定期航路が就航している。かつては、釜山港 - 広島港「銀河」号が運航されていたが現在運休。

### 国際旅客ターミナル
- 釜山港 - 博多港
  - ニューかめりあ号
- 釜山港 - 下関港
  - はまゆう号、星希（ソンヒ）号
- 釜山港 - 大阪港
  - パンスタードリーム号
- 釜山港 - 対馬（厳原港、比田勝港）
  - シーフラワー2号、ドリームフラワー号（現在中断）、オーシャンフラワー号

### 沿岸旅客ターミナル
- 釜山港 - 済州港
  - コーチアイランド号、東洋エクスプレスフェリー号、トレジャーアイランド号

### 国際定期コンテナ船航路
- 釜山港 - 熊本港
  - SUNNY SPRUCE（2便／週：運航・高麗海運：代理店・三角海運）

## 日韓の往来
釜山港湾公社の統計によると、同港を利用した人は2018年は143万2455人であったが、日韓貿易紛争が発生した2019年は93万7139に留まった。

## 姉妹港
- 大阪港（日本） : 1985年姉妹港提携[4]
- 上海港（中華人民共和国） : 1994年姉妹港提携
- シアトル港（アメリカ合衆国） : 1981年姉妹港提携
- ニューヨーク港（アメリカ合衆国） : 1988年姉妹港提携
- ロッテルダム港（オランダ王国） : 1985年姉妹港提携
- サウサンプトン港（イギリス） : 1978年姉妹港提携